# 바젤월드

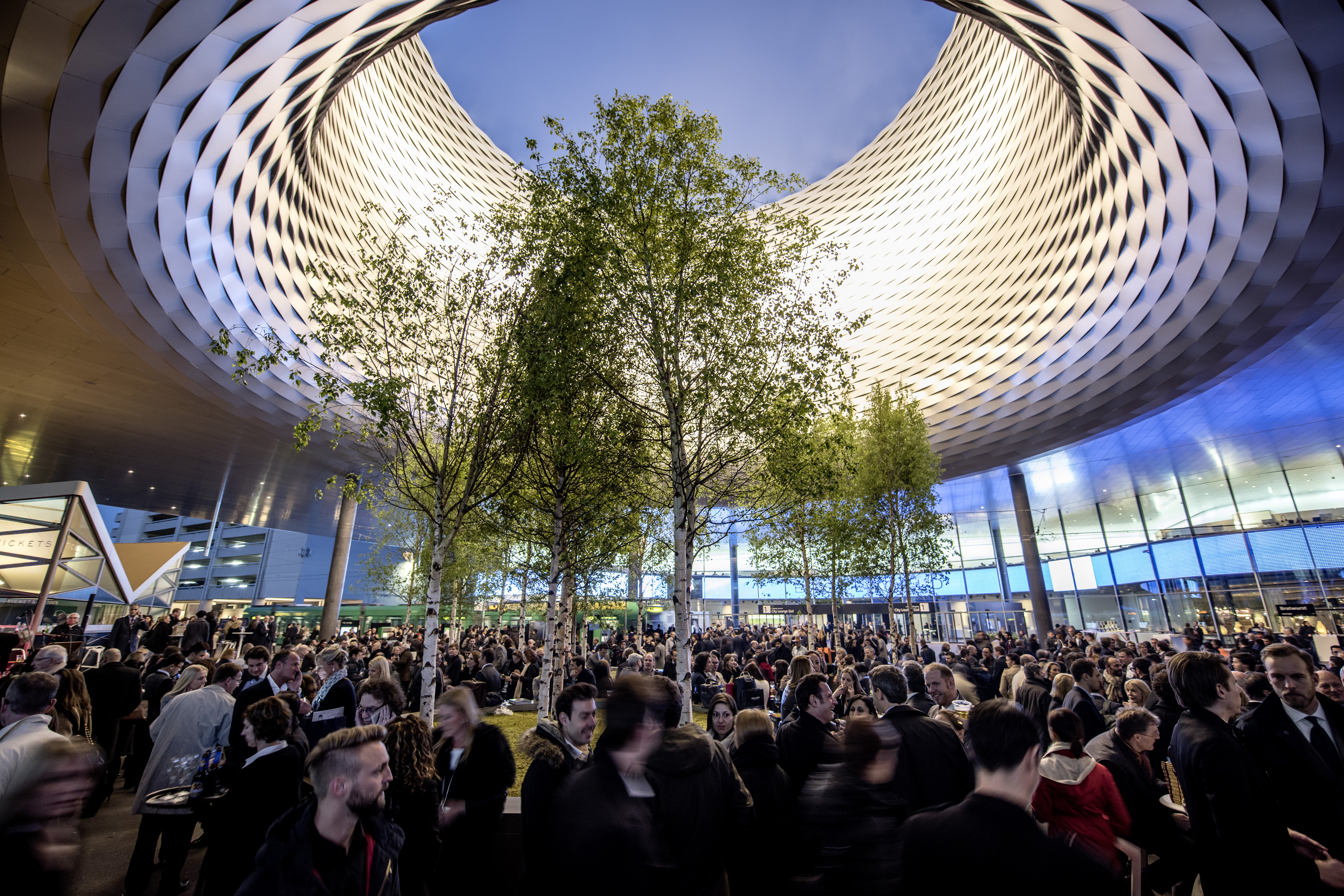
바젤월드 외부 모습

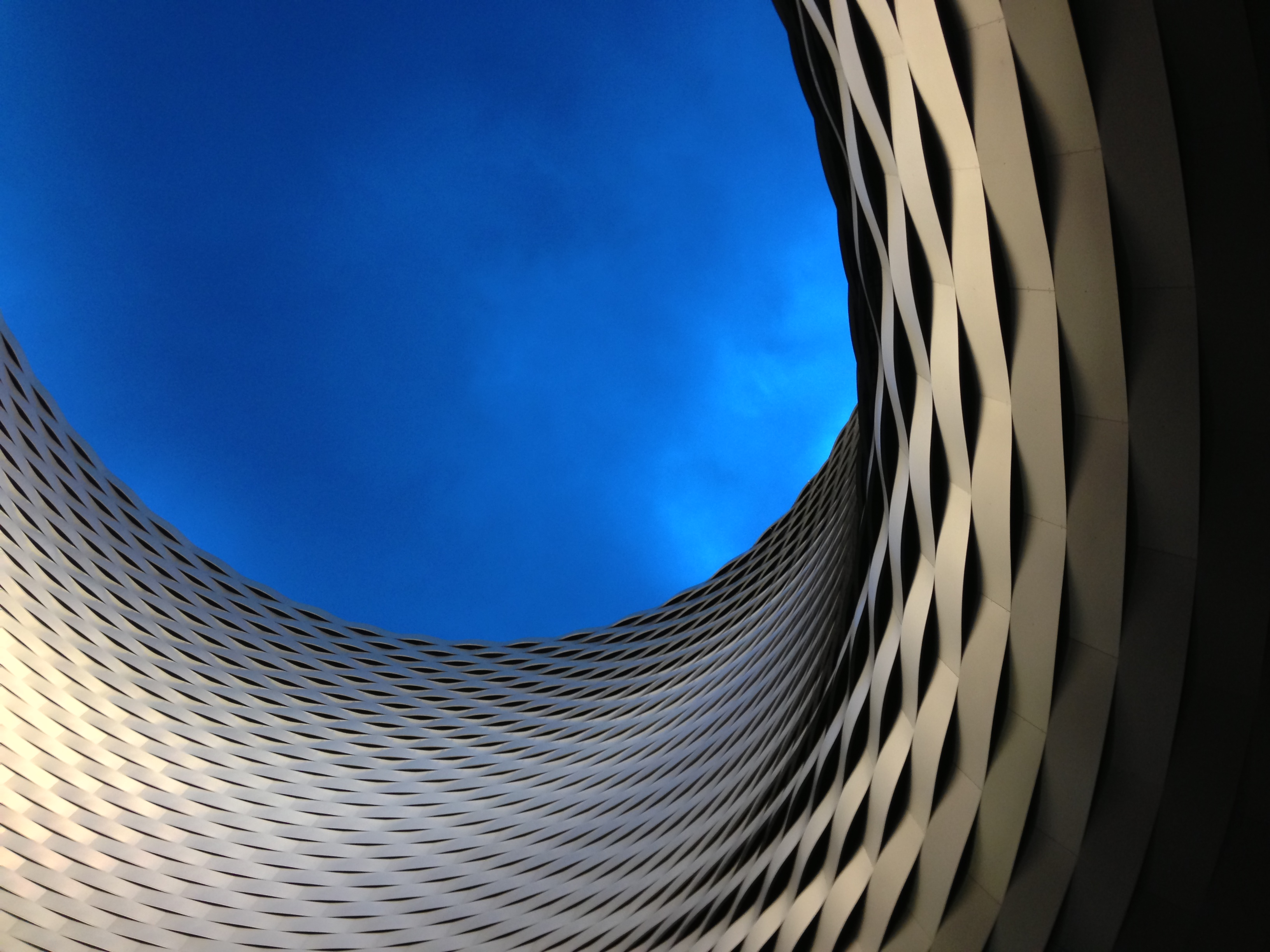
헤어초크 & 드 뫼롱이 설계한 바젤 메세 건물

바젤월드(Baselworld)는 스위스 바젤 메세플라츠에서 매년 봄 개최되던 국제 휴대용 시계, 주얼리, 보석 산업의 세계적인 견본시였다.
마지막 바젤월드는 2019년 3월 21일부터 26일까지 개최되었다. 2020년과 2021년에는 코로나19 범유행으로 인해 행사가 열리지 않았으며, 2022년부터는 영구적으로 취소되었다.
스위스와 해외에서 약 30개의 라이브 마케팅 플랫폼을 주최하는 바젤월드 주최사인 MCH 그룹은 바젤월드를 중단하고 아트 바젤 및 기타 행사에 집중하기로 결정했다.

## 역사
이 쇼는 1917년 최초의 스위스 상품 박람회 바젤이 문을 열면서 시작되었으며, 이 박람회에는 시계 및 주얼리 섹션이 있었다. 1925년, muba는 여러 시계 제조업체를 초청하여 참여시켰다.
1931년, 스위스 시계 쇼가 전용 전시관에서 처음으로 개최되었다. 1972년 유럽의 만남의 장 전시회 이후, 프랑스, 이탈리아, 독일, 영국의 회사들도 초청되었다. 1983년, 쇼는 바젤이라는 이름으로 변경되었으며, 예를 들어 바젤 83처럼 전시 연도를 나타내는 두 자리 숫자가 추가되었다. 1986년, 유럽 이외 지역의 회사들이 처음으로 포함되었는데, 이는 구대륙 방문객 수 증가를 반영한 것이었다. 1995년, 쇼는 바젤 95 - 세계 시계, 시계 및 주얼리 쇼로 재명명되었다. 1999년, 36,000평방미터의 전시 공간을 갖춘 새로운 홀이 추가되었다. 2000년에는 무역 방문객 수가 6% 증가했다. 2003년에는 쇼가 다시 바젤월드, 시계 및 주얼리 쇼로 재명명되었다. 2004년, 새로운 홀 단지의 도입으로 전시 면적은 160,000평방미터로 확장되었고, 89,000명 이상의 방문객을 유치했다. 2018년, 바젤월드는 참가업체 수가 650개로 크게 감소했으며, 전시 기간이 이틀 단축되었지만, 참석자 수는 안정적으로 유지되었다. 그러나 스와치 그룹은 그 해에 어떤 브랜드로도 다음 바젤월드에 더 이상 참석하지 않겠다고 밝혔다.
다음 해(2019년) 바젤월드는 2020년부터 2024년까지 SIHH와 날짜를 조율할 것이라고 발표했으며, 경영진은 바젤월드의 새로운 개념을 제시했다. 이 쇼는 고전적인 무역 박람회에서 경험 플랫폼으로 발전하고 소비자에게도 다가갈 것이다. 2020년 4월, 롤렉스, 파텍 필립, 쇼파드, 샤넬, 튜더는 바젤월드에서 철수하고 2021년 4월 자체 박람회를 개최할 것이라고 발표했다.
바젤월드 경영진은 코로나19 범유행으로 인한 비자발적 휴식기를 활용하여 물리적인 대면 개념을 재고하고 온라인 경험에 다시 집중했다. 새로운 개념은 주로 중급 럭셔리 부문의 B2B 플랫폼을 제공하는 데 중점을 둔다. 바젤월드 2.0은 중고급 휴대용 시계, 주얼리, 보석 회사들이 제품을 선보일 수 있는 플랫폼이 될 것이다.
새로운 바젤월드 디지털 플랫폼은 주얼리, 휴대용 시계, 보석 산업에 연중무휴, 전 세계적으로 온디맨드로 제공될 행사들로 보완된다.

## 같이 보기
- 홍콩 시계 및 시계 박람회
- 워치스 & 원더스